# Vi kallar honom Anna
Vi kallar honom Anna är en ungdomsroman skriven av Peter Pohl, utgiven 1987 på AWE/Gebers bokförlag.

## Handling
Boken handlar om fjortonårige Anders Roos, som skickas till ett sommarhem då han blir mobbad i skolan. Skolpsykologen tror att gruppaktiviteter på sommarhemmet ska göra honom starkare, men också på sommarhemmet blir han trakasserad och får öknamnet Anna. Sommarhemmets idrottsledare Micke försöker hjälpa honom, men tycker inte att han har tillräckliga möjligheter. Slutligen får Anders flytta till ett annat logement, där stämningen är bättre.  Då han efter sommaren fortfarande mobbas på skolan och hemma fortsätter Anders att söka Mickes hjälp, men Micke blir så småningom irriterad. Han undviker pojken och hans problem alltmer. När Anders märker att också Micke har svikit honom, klarar han inte mer.